# Wilhelminaberg
De Wilhelminaberg is een kunstmatige heuvel op het grondgebied van de gemeente Landgraaf. De heuvel is ontstaan als steenberg van de Staatsmijn Wilhelmina en is in de jaren 70 van de 20e eeuw omgevormd tot recreatiegebied. De heuvel heeft een hoogte van 225 meter boven NAP. De heuvel werd aangelegd op het Plateau van Schaesberg en ten oosten en noordoosten van de heuvel ligt het Strijthagerbeekdal.
Twee andere nog (deels) bewaard gebleven steenbergen in Nederland zijn de Mauritsberg van Staatsmijn Maurits in Geleen en die van de Oranje Nassaumijn IV in de wijk Heksenberg (grenzend aan de Brunssummerheide) te Heerlen.

## Geschiedenis
De steenberg is ontstaan uit het restgesteente van de Staatsmijn Wilhelmina, die daar van 1906 tot 1969 gevestigd was. De heuvel was de grootste mijnsteenberg van Nederland met een grondoppervlak van circa 33 hectare, en een massa van ca. 36 miljoen ton. Het hoogste punt ervan lag in 1974 op ongeveer 96 meter. De berg zou na de mijnsluiting afgegraven worden, maar uit berekening bleek dat te langdurig en kostbaar.
De toenmalige staatssecretaris Jan Schaefer gaf het gebied, in de herstructureringsoperatie van zwart naar groen, een recreatieve functie: recreatiegebied Strijthagen (vernoemd naar de Strijthagerbeek en Kasteel Strijthagen). De steenberg werd plaatselijk 20 m verlaagd en beplant, waarbij het vrijgekomen materiaal benut werd om de hellingen minder steil te maken. De steenberg is onderdeel geworden van het toeristisch-recreatief gebied Park Gravenrode. Voor de komst van Snowworld binnen het recreatiegebied moest de Wilhelminaberg seismisch onderzocht worden naar holtes, en de toestand van het enkele honderden meters lange gangenstelsel van de leermijn, dat aangelegd was door leerlingen van de Ondergrondse Vakschool (OVS).

## Skiën
Op de westhelling van de Wilhelminaberg werd in 1979 een borstelbaan aangelegd om op te skiën. De baan werd ontwikkeld door DSM en Hogeschool Zuyd. Het initiatief was van de voormalige Oostenrijkse topskiër Sigi Moser. In het jaar 2000 kwam er een nieuw complex: de 387 m lange overdekte skipiste SnowWorld, een niet-natuurlijke skipiste met echte sneeuw. Voornamelijk in de zomer zijn hier nationale teams uit talrijke landen aanwezig om te trainen voor het nieuwe seizoen.

## Oriëntatiepunt

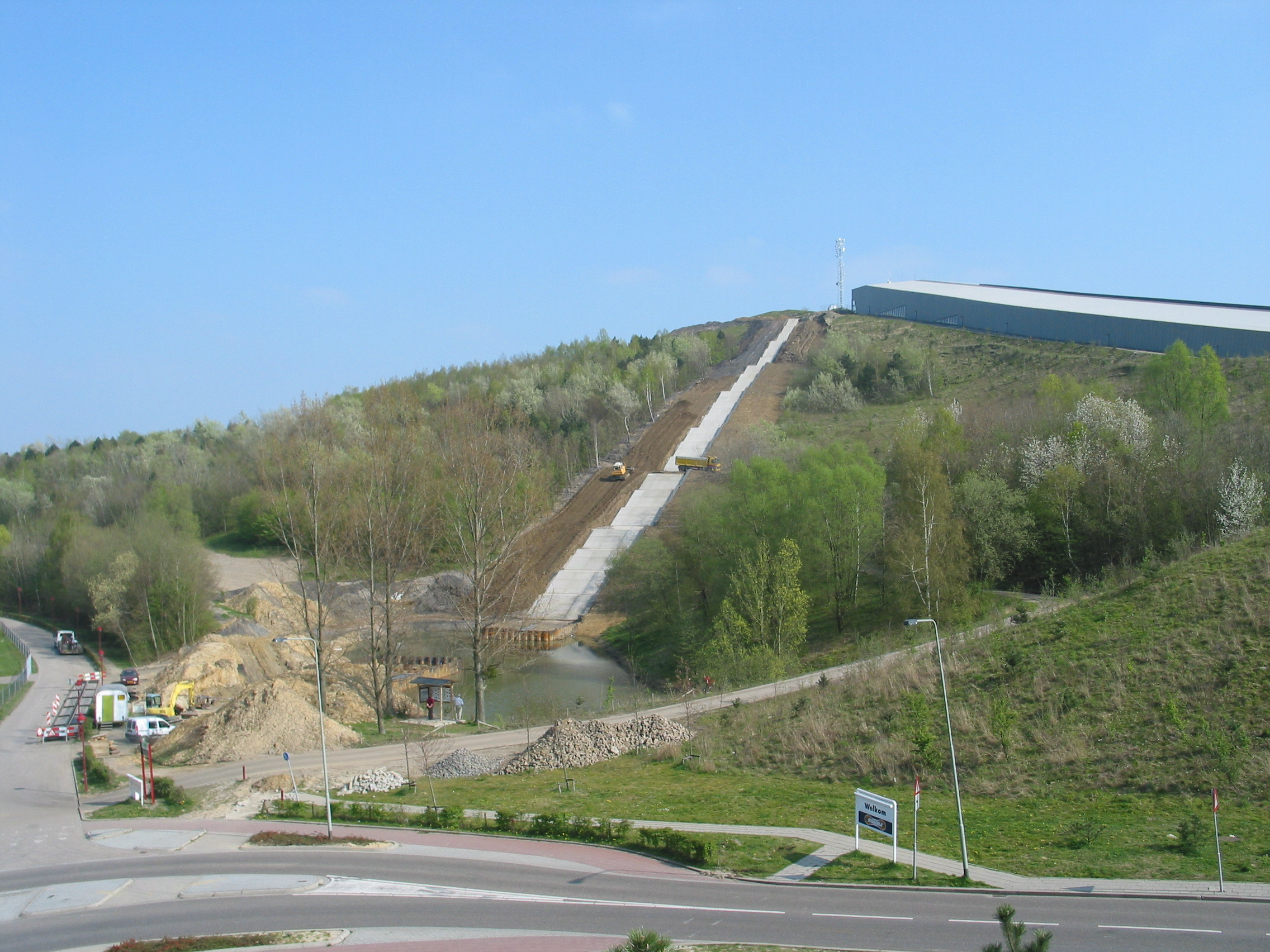
De trap bij de aanleg in 2007

De steenberg Wilhelmina maakt deel uit van Park Gravenrode. Dit is het buitengebied tussen Landgraaf en Kerkrade. In het gebied zijn meerdere grootschalige recreatieve ondernemingen gesitueerd zoals SnowWorld, Megaland, GaiaZOO en Wereldtuinen Mondo Verde. In opdracht van de gemeente Landgraaf is in 2006 een plan opgesteld voor de herinrichting van de steenberg als landmark in Park Gravenrode.
In de zichtlijn van de rotonde aan de Hofstraat naar de top van de Wilhelminaberg is in 2007 een monumentale betonnen trap gebouwd. Het was toen de langste geheel prefab gebouwd buitentrap van Nederland. Het begin wordt gevormd door een industrieel ogende brug over een waterpartij. In de stalen liggers wordt met de jaartallen 1906–1969 verwezen naar de tijdsperiode waarin Staatsmijn Wilhelmina in bedrijf was. Doordat de omgeving van de trap is vrijgemaakt van begroeiing ziet de beklimmer zijn inspanning beloond met een steeds wijder wordend uitzicht over de nabije en verre omgeving. In 2021 werd het bouwwerk gerenoveerd en voorzien van nieuwe verlichting en een strakke stalen omranding.
De 248 meter lange, en 508 treden tellende trap bestaat uit 22 delen met daartussenin telkens een plateautje. Bovenaan bevindt zich een uitzichtplatform. Om het optische effect te versterken zijn de trapdelen onderaan breed en bestaan uit 20 traptreden. Naar boven toe worden ze steeds smaller en tellen 24 treden. Het begin van de trap ligt 145 meter boven zeeniveau, de trap eindigt op een hoogte van 225 meter boven NAP, een hoogteverschil van 80 meter. Op de top van de berg is een uitzicht van bijna 360 graden over de regio, de enige belemmering is de hal van SnowWorld.

## Monumenten
In de directe omgeving van de Wilhelminaberg zijn in de loop der jaren verschillende monumenten ter nagedachtenis aan het mijnverleden gerealiseerd.
In 1982 werd op een uitloper van de steenberg, bij de rotonde aan de Hofstraat, een monument geplaatst in de vorm van een schachtwiel, omgeven door schuin op hun kant geplaatste vierkante frames, die een omgevallen schachtbok suggereren. Dit is het Mijnmonument Schaesberg.
In 2002 werd het voormalige lijkenhuisje van de Staatsmijn Wilhelmina, gelegen aan de zuidkant van Wilhelminaberg, officieel in gebruik genomen als herdenkingskapel voor de mijnwerkers in Limburg die door een ongeval in de mijn zijn omgekomen.
In 2010 werd de ingang hersteld van de voormalige leermijn, gelegen in de zuidflank van de Wilhelminaberg. Daarbij werd onder andere een stuk carboonstenen muur aangebracht, en is voor de ingang een persluchtlocomotief geplaatst.

## Recreatie
Op de flanken van de steenberg zijn diverse wandel-, fiets- en ruiterpaden aangelegd. Zo is er een route over de berg voor mountainbikers, aangelegd door Mountainbikeclub Discovery uit Landgraaf. De afdaling aan de 'achterkant' van de steenberg zou tot de mooiste (maar ook gevaarlijkste) van Nederland behoren. Helaas is deze afdaling recent (2024)  door bosbouwwerkzaamheden opgeheven. De Wilhelminaberg is een van de "Seven Summits" van de Dutch Mountain Trail.

## Afbeeldingen

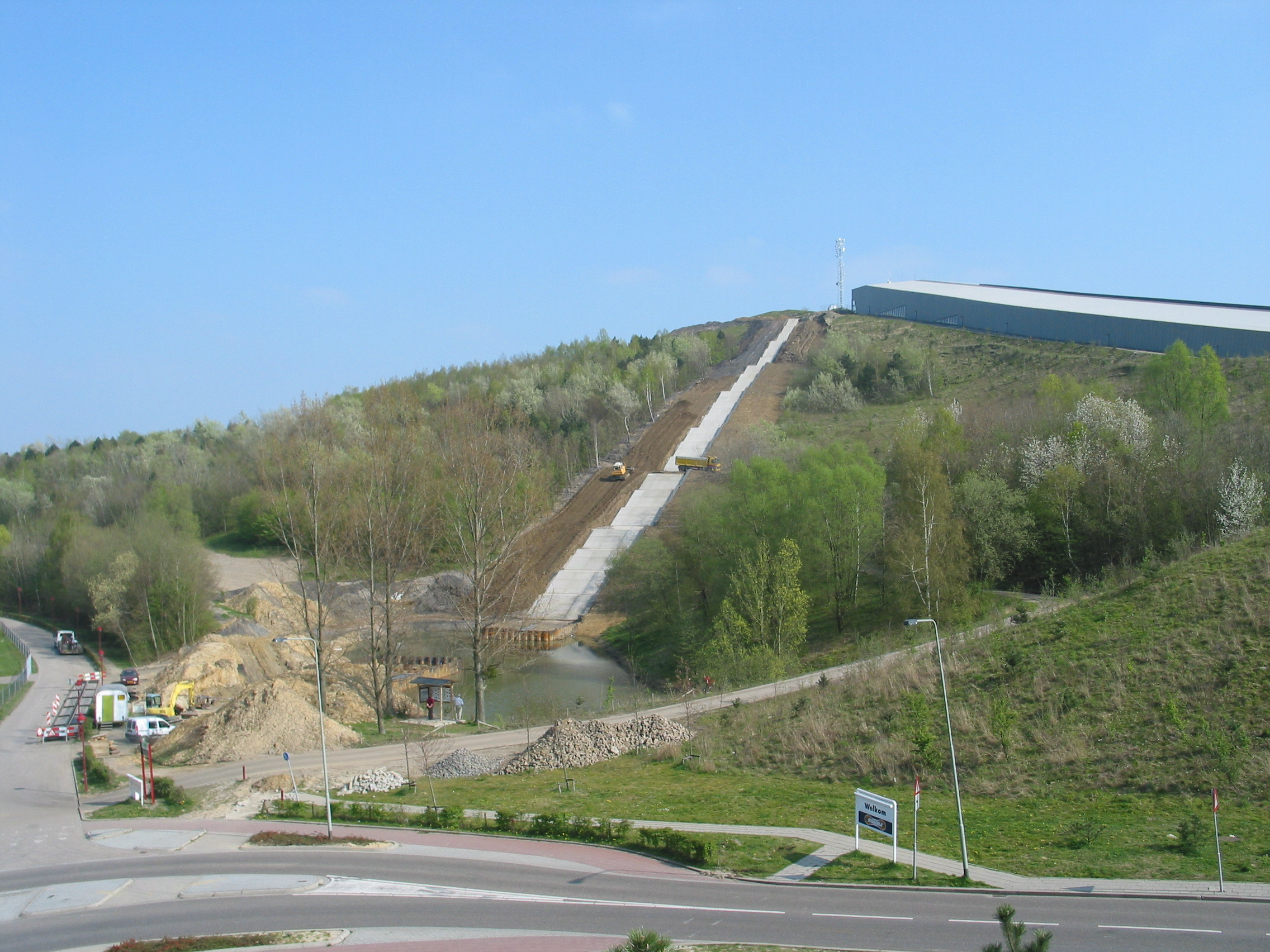
Aanleg van de trap
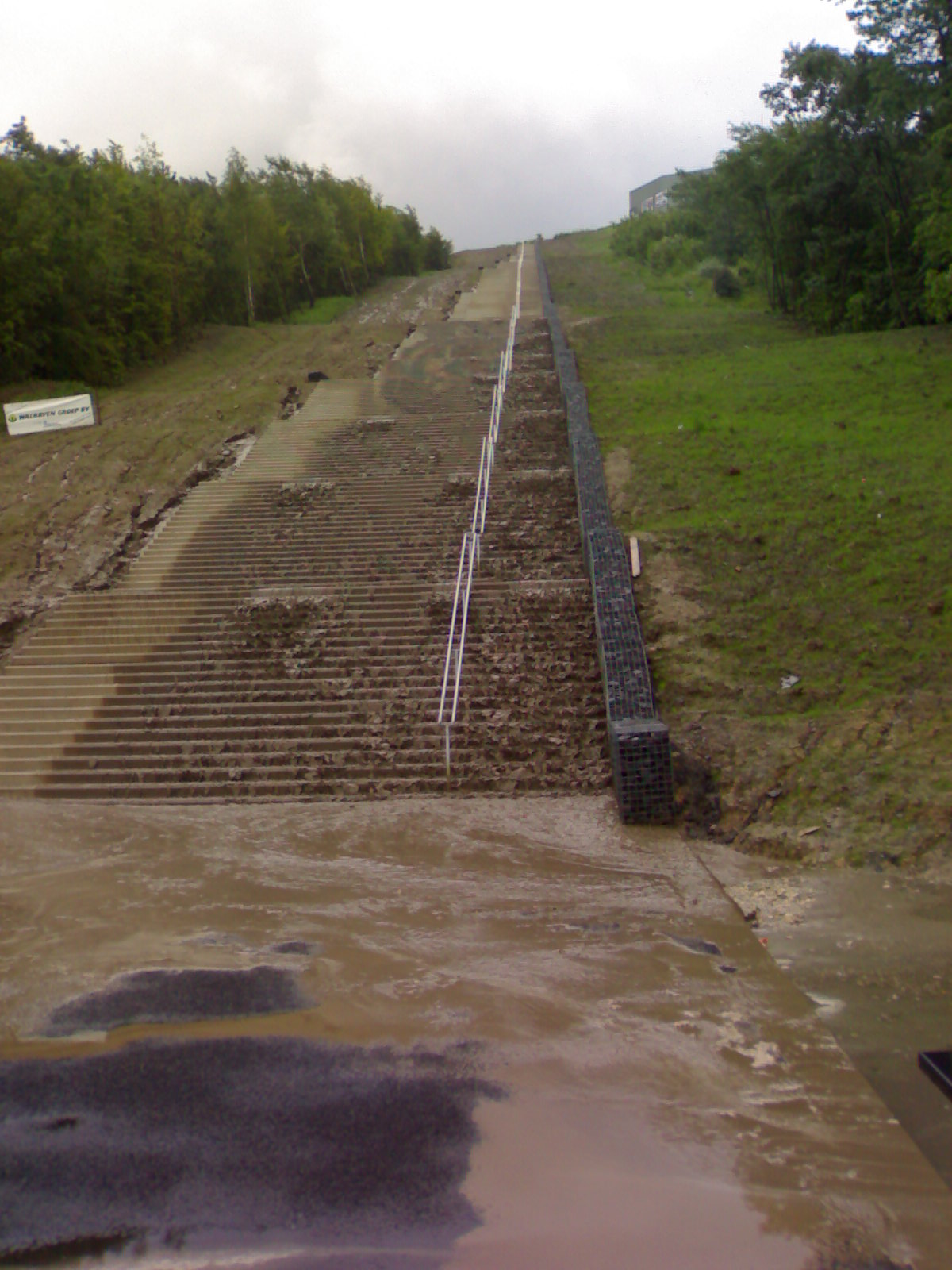
De trap tijdens een hevige regenbui
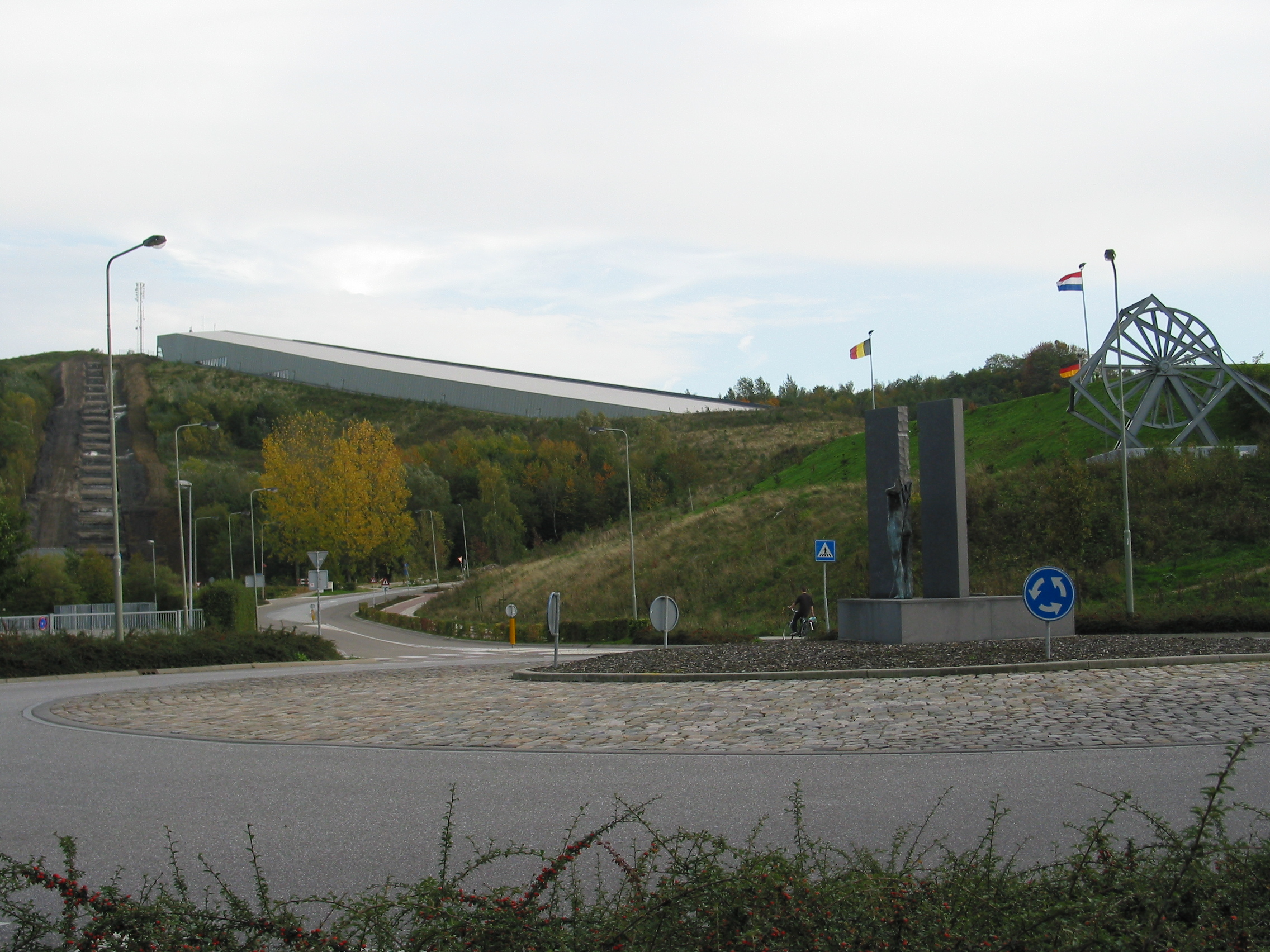
Zicht op de Wilhelminaberg vanaf de Hofstraat
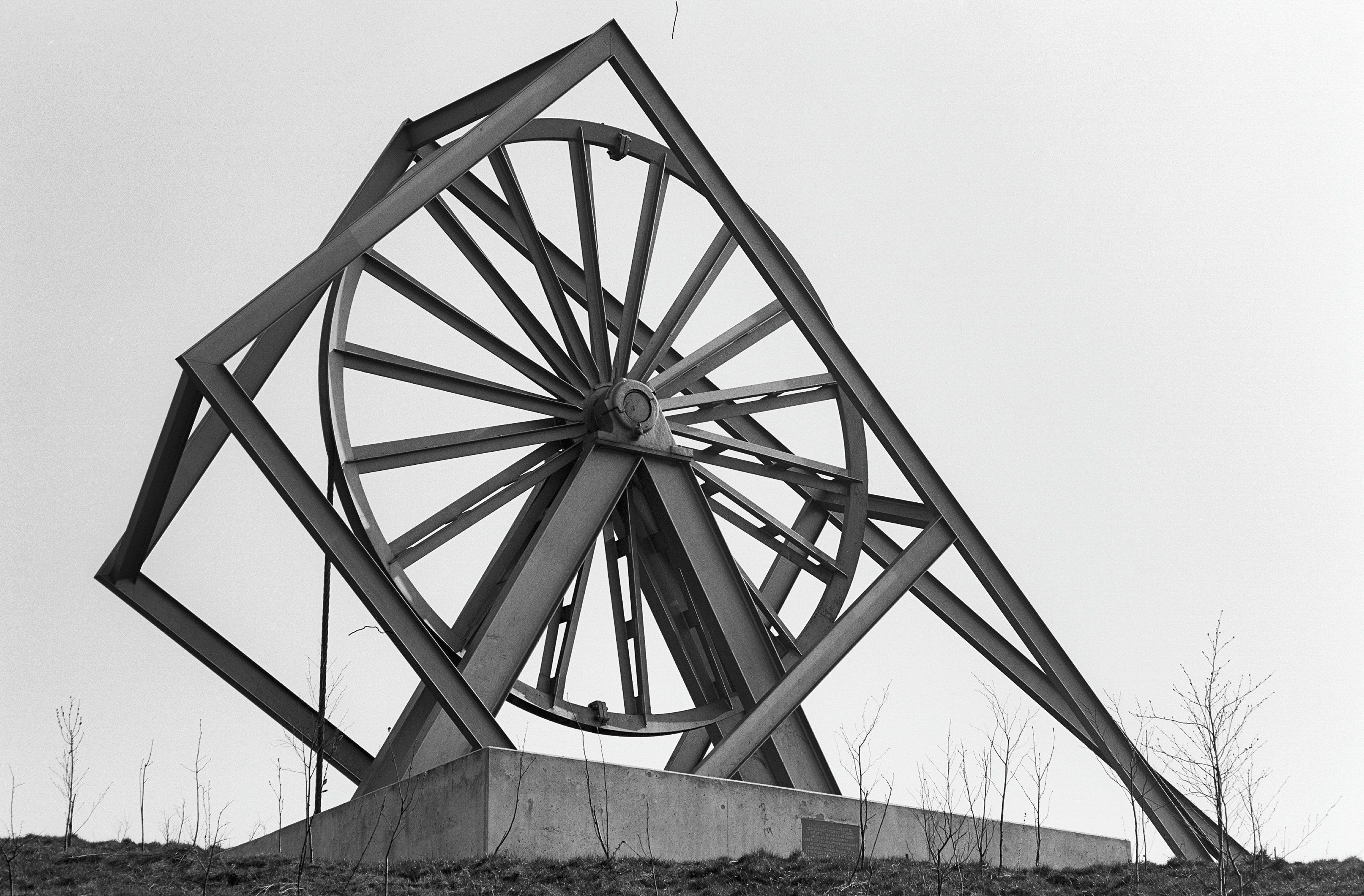
Monument met schachtwiel